# Colostethinae
Colostethinae es una subfamilia de anfibios anuros de la familia Dendrobatidae. Se distribuyen por el sur de Centroamérica y la mayor parte de la América del Sur tropical.

## Taxonomía
Incluye 4 géneros y 67 especies:
- Ameerega Bauer, 1986 (32 especies)
- Colostethus Cope, 1866 (tipo) (20 especies)
- Epipedobates Myers, 1987 (7 especies)
- Silverstoneia Grant, Frost, Caldwell, Gagliardo, Haddad, Kok, Means, Noonan, Schargel & Wheeler, 2006 (8 especies)